# Beaufort Burdekin
Beaufort Burdekin (ur. 27 grudnia 1891 w Poole, zm. 15 maja 1963 w Woollahra) – brytyjski wioślarz, prawnik i oficer, srebrny medalista olimpijski. 
Kształcił się w Cheltenham College i New College Uniwersytetu Oksfordzkiego. W 1914 brał udział w The Boat Race, osada oksfordzka poniosła porażkę.
Wystąpił na igrzyskach olimpijskich w Sztokholmie w 1912, gdzie brytyjska osada New College w składzie: William Fison, William Parker, Thomas Gillespie, Beaufort Burdekin, Frederick Pitman, Arthur Wiggins, Charles Littlejohn, Robert Bourne i John Walker zdobyła srebrny medal w ósemkach. W finale przegrali z rodakami z osady Leander Club o 3,5 sekundy. Był to jego jedyny start olimpijski.
Po wybuchu I wojny światowej wstąpił do British Army, otrzymując przydział w Royal Field Artillery w stopniu podporucznika. Służbę zakończył w stopniu majora. 
Z zawodu był barristerem. W 1915 roku ożenił się z pisarką Katharine Cade. 